# Dínies (orador)
Dínies (en llatí Deinias, en grec antic Δεινίας) fou un atenenc membre d'un club (γελωτοποιοί els graciosos, els que fan riure) d'homes enginyosos d'Atenes, anomenat "els seixanta", del qual n'era membre també l'orador Cal·limedó.
Va viure als voltants de l'any 325 aC, segons opina Ateneu de Naucratis. Podria ser la mateixa persona que Demòstenes qualifica com un hàbil orador.